# World Touring Car Cup 2020
De World Touring Car Cup 2020 was het zestiende seizoen van de World Touring Car Cup en het derde seizoen onder deze naam na de samenvoeging tussen het World Touring Car Championship en de TCR International Series. Het seizoen bestond uit zestien races, verdeeld over zes raceweekenden. Norbert Michelisz was de regerend kampioen bij de coureurs.
Yann Ehrlacher werd kampioen bij de coureurs, terwijl zijn team Cyan Racing Lynk & Co kampioen werd bij de teams.

## Teams en coureurs
- Coureurs die uitkomen in de rookieklasse zijn aangegeven met een R. Zij komen in aanmerking voor deze klasse als zij jonger dan 23 jaar waren en voorafgaand aan het seizoen aan niet meer dan drie raceweekenden in het kampioenschap hebben deelgenomen.
- Coureurs die uitkomen in de Trophy-klasse zijn aangegeven met een T. Zij komen in aanmerking voor deze klasse wanneer zij geen financiële steun van een constructeur kregen en niet eerder kampioen zijn geworden in het WTCR of de voorganger WTCC.

| Team                                                            | Auto                            | Nr. | Coureur                | Rondes    | Klasse |
| --------------------------------------------------------------- | ------------------------------- | --- | ---------------------- | --------- | ------ |
| BRC Hyundai N Lukoil Squadra Corse                              | Hyundai i30 N TCR               | 1   | Norbert Michelisz      | 1, 3-6    |        |
| BRC Hyundai N Lukoil Squadra Corse                              | Hyundai i30 N TCR               | 30  | Gabriele Tarquini      | 1, 3-6    |        |
| Vuković Motorsport                                              | Renault Mégane R.S. TCR         | 7   | Jack Young             | 1-2       | R, T   |
| Vuković Motorsport                                              | Renault Mégane R.S. TCR         | 34  | Aurélien Comte         | 3-6       | T      |
| Hyundai N Liqui Moly Racing Team Engstler                       | Hyundai i30 N TCR               | 8   | Luca Engstler          | 1, 3-6    | R      |
| Hyundai N Liqui Moly Racing Team Engstler                       | Hyundai i30 N TCR               | 27  | Mitchell Cheah         | 6         | R      |
| Hyundai N Liqui Moly Racing Team Engstler                       | Hyundai i30 N TCR               | 40  | Josh Files             | 5         |        |
| Hyundai N Liqui Moly Racing Team Engstler                       | Hyundai i30 N TCR               | 88  | Nick Catsburg          | 1, 3      |        |
| Hyundai N Liqui Moly Racing Team Engstler                       | Hyundai i30 N TCR               | 97  | Nico Gruber            | 4         | R      |
| ALL-INKL.DE Münnich Motorsport                                  | Honda Civic Type R TCR (FK8)    | 9   | Attila Tassi           | Alle      |        |
| ALL-INKL.DE Münnich Motorsport                                  | Honda Civic Type R TCR (FK8)    | 18  | Tiago Monteiro         | Alle      |        |
| ALL-INKL.COM Münnich Motorsport                                 | Honda Civic Type R TCR (FK8)    | 29  | Néstor Girolami        | Alle      |        |
| ALL-INKL.COM Münnich Motorsport                                 | Honda Civic Type R TCR (FK8)    | 86  | Esteban Guerrieri      | Alle      |        |
| Cyan Performance Lynk & Co                                      | Lynk & Co 03 TCR                | 11  | Thed Björk             | Alle      |        |
| Cyan Performance Lynk & Co                                      | Lynk & Co 03 TCR                | 12  | Santiago Urrutia       | Alle      |        |
| Cyan Racing Lynk & Co                                           | Lynk & Co 03 TCR                | 68  | Yann Ehrlacher         | Alle      |        |
| Cyan Racing Lynk & Co                                           | Lynk & Co 03 TCR                | 100 | Yvan Muller            | Alle      |        |
| Comtoyou Racing                                                 | Audi RS 3 LMS TCR               | 16  | Gilles Magnus          | Alle      | R, T   |
| Audi Sport Team Comtoyou DHL                                    | Audi RS 3 LMS TCR               | 17  | Nathanaël Berthon      | Alle      | T      |
| Audi Sport Team Comtoyou DHL                                    | Audi RS 3 LMS TCR               | 31  | Tom Coronel            | Alle      | T      |
| Zengő Motorsport Services KFT                                   | Cupra León Competición TCR      | 55  | Bence Boldizs          | Alle      | R, T   |
| Zengő Motorsport Services KFT                                   | Cupra León Competición TCR      | 96  | Mikel Azcona           | Alle      |        |
| Zengő Motorsport Services KFT                                   | Cupra León Competición TCR      | 99  | Gábor Kismarty-Lechner | Alle      | T      |
| Team Mulsanne                                                   | Alfa Romeo Giulietta Veloce TCR | 69  | Jean Karl Vernay       | Alle      | T      |
| Coureurs die niet in aanmerking komen voor kampioenschapspunten |                                 |     |                        |           |        |
| Comtoyou Racing                                                 | Audi RS 3 LMS TCR               | 15  | Nicolas Baert          | 5         |        |
| Vexta Domy                                                      | Cupra León Competición TCR      | 22  | Petr Fulín             | 3         |        |
| Team Mulsanne                                                   | Alfa Romeo Giulietta Veloce TCR | 25  | Luca Filippi           | 1, 3-4, 6 |        |
| Target Competition                                              | Hyundai i30 N TCR               | 28  | José Manuel Sapag      | 4, 6      |        |
| Vuković Motorsport                                              | Renault Mégane R.S. TCR         | 33  | Dylan O'Keeffe         | 1         |        |

## Kalender
De voorlopige World Touring Car Cup-kalender voor 2020 werd bekendgemaakt op 5 december 2019. Vanwege de coronapandemie werd een groot aantal races echter afgelast.
| Ronde | Ronde | Circuit                  | Datum        | Poleposition      | Snelste ronde     | Winnaar           | Winnaar teams                             | Winnaar rookies | Winnaar Trophy    |
| ----- | ----- | ------------------------ | ------------ | ----------------- | ----------------- | ----------------- | ----------------------------------------- | --------------- | ----------------- |
| 1     | R1    | Circuit Zolder           | 12 september |                   | Néstor Girolami   | Néstor Girolami   | ALL-INKL.COM Münnich Motorsport           | Gilles Magnus   | Tom Coronel       |
| 1     | R2    | Circuit Zolder           | 13 september | Nathanaël Berthon | Nathanaël Berthon | Yann Ehrlacher    | Cyan Racing Lynk & Co                     | Gilles Magnus   | Gilles Magnus     |
| 2     | R3    | Nürburgring Nordschleife | 24 september |                   | Yann Ehrlacher    | Esteban Guerrieri | ALL-INKL.COM Münnich Motorsport           | Gilles Magnus   | Tom Coronel       |
| 2     | R4    | Nürburgring Nordschleife | 25 september | Néstor Girolami   | Yann Ehrlacher    | Yann Ehrlacher    | Cyan Racing Lynk & Co                     | Bence Boldizs   | Jean Karl Vernay  |
| 3     | R5    | Slovakiaring             | 10 oktober   | Nathanaël Berthon | Thed Björk        | Nathanaël Berthon | Audi Sport Team Comtoyou DHL              | Gilles Magnus   | Nathanaël Berthon |
| 3     | R6    | Slovakiaring             | 11 oktober   |                   | Mikel Azcona      | Tom Coronel       | Audi Sport Team Comtoyou DHL              | Gilles Magnus   | Tom Coronel       |
| 3     | R7    | Slovakiaring             | 11 oktober   | Nathanaël Berthon | Nick Catsburg     | Nick Catsburg     | Hyundai N Liqui Moly Racing Team Engstler | Gilles Magnus   | Jean Karl Vernay  |
| 4     | R8    | Hungaroring              | 17 oktober   | Esteban Guerrieri | Norbert Michelisz | Esteban Guerrieri | ALL-INKL.COM Münnich Motorsport           | Luca Engstler   | Jean Karl Vernay  |
| 4     | R9    | Hungaroring              | 18 oktober   |                   | Norbert Michelisz | Yann Ehrlacher    | Cyan Racing Lynk & Co                     | Bence Boldizs   | Jean Karl Vernay  |
| 4     | R10   | Hungaroring              | 18 oktober   | Esteban Guerrieri | Tiago Monteiro    | Esteban Guerrieri | ALL-INKL.COM Münnich Motorsport           | Gilles Magnus   | Jean Karl Vernay  |
| 5     | R11   | Motorland Aragón         | 31 oktober   | Norbert Michelisz | Gilles Magnus     | Jean Karl Vernay  | Team Mulsanne                             | Gilles Magnus   | Jean Karl Vernay  |
| 5     | R12   | Motorland Aragón         | 1 november   |                   | Nathanaël Berthon | Mikel Azcona      | Zengő Motorsport Services KFT             | Gilles Magnus   | Nathanaël Berthon |
| 5     | R13   | Motorland Aragón         | 1 november   | Gilles Magnus     | Thed Björk        | Thed Björk        | Cyan Performance Lynk & Co                | Gilles Magnus   | Nathanaël Berthon |
| 6     | R14   | Motorland Aragón         | 14 november  | Santiago Urrutia  | Mikel Azcona      | Esteban Guerrieri | ALL-INKL.COM Münnich Motorsport           | Gilles Magnus   | Gilles Magnus     |
| 6     | R15   | Motorland Aragón         | 15 november  |                   | Yvan Muller       | Yvan Muller       | Cyan Racing Lynk & Co                     | Gilles Magnus   | Jean Karl Vernay  |
| 6     | R16   | Motorland Aragón         | 15 november  | Santiago Urrutia  | Santiago Urrutia  | Santiago Urrutia  | Cyan Performance Lynk & Co                | Gilles Magnus   | Jean Karl Vernay  |

Afgelaste races naar aanleiding van de coronapandemie
| Circuit                                           | Datum           |
| ------------------------------------------------- | --------------- |
| Circuit International Automobile Moulay El Hassan | 4-5 april       |
| Circuito Internacional de Vila Real               | 20-21 juni      |
| Ningbo International Circuit                      | 5-6 september   |
| Salzburgring                                      | 11-12 september |
| Inje Speedium                                     | 17-18 oktober   |
| Adria International Raceway                       | 14-15 november  |
| Circuito da Guia                                  | 21-22 november  |
| Sepang International Circuit                      | 13 december     |

## Kampioenschap

### Puntensysteem
Hoofdklasse en rookieklasse
| Positie                    | 1e | 2e | 3e | 4e | 5e | 6e | 7e | 8e | 9e | 10e | 11e | 12e | 13e | 14e | 15e |
| Race                       | 25 | 20 | 16 | 13 | 11 | 10 | 9  | 8  | 7  | 6   | 5   | 4   | 3   | 2   | 1   |
| Kwalificatie (race 1 en 3) | 5  | 4  | 3  | 2  | 1  |    |    |    |    |     |     |     |     |     |     |

Trophy-klasse
| Positie        | 1e | 2e | 3e | 4e | 5e | SR |
| Race           | 10 | 8  | 5  | 3  | 1  | 1  |
| Kwalificatie 1 | 1  |    |    |    |    |    |

- Coureurs die op de eerste vijf plaatsen in de kwalificatie eindigden worden aangeduid met 1 tot en met 5.

† Coureur uitgevallen, maar wel geklasseerd omdat er meer dan 75% van de raceafstand werd afgelegd.

### Coureurs
| Pos                                                             | Coureur                | BEL | BEL | DUI | DUI | SVK | SVK | SVK | HUN | HUN | HUN | SPA | SPA | SPA | ARA | ARA | ARA | Pts |
| --------------------------------------------------------------- | ---------------------- | --- | --- | --- | --- | --- | --- | --- | --- | --- | --- | --- | --- | --- | --- | --- | --- | --- |
| 1                                                               | Yann Ehrlacher         | 71  | 12  | 3   | 12  | 9   | 7   | 11  | 23  | 1   | 8   | 11  | 6   | 12  | 65  | 6   | 2   | 234 |
| 2                                                               | Yvan Muller            | 84  | 25  | 2   | 7   | 14  | 8   | 13  | 4   | 2   | 9   | 7   | 2   | 14  | 74  | 1   | 4   | 195 |
| 3                                                               | Jean Karl Vernay       | 5   | 7   | 9   | 6   | 3   | 14  | 4   | 9   | 3   | 5   | 13  | DNF | 65  | 82  | 2   | 35  | 194 |
| 4                                                               | Esteban Guerrieri      | DNF | 13  | 1   | 5   | 4   | 3   | 7   | 1   | 7   | 1   | 13  | 10  | 9   | 1   | DNF | 18  | 188 |
| 5                                                               | Gilles Magnus          | 103 | 43  | 7   | DNF | 74  | 2   | 35  | 15  | 10  | 14  | 32  | 8   | 51  | 3   | 4   | 9   | 172 |
| 6                                                               | Santiago Urrutia       | 6   | 34  | DNF | 10  | 15  | 15  | 8   | 7   | 4   | DNF | 2   | 3   | 23  | 91  | NC  | 1   | 169 |
| 7                                                               | Mikel Azcona           | 16  | 11  | DNF | 4   | 8   | 4   | 5   | 62  | DNF | 45  | 45  | 1   | 7   | 53  | 3   | 5   | 168 |
| 8                                                               | Nathanaël Berthon      | 9   | 141 | 12  | 12  | 1   | DNF | 21  | 12  | 11  | 11  | 12  | 4   | 4   | 4   | NC  | 83  | 148 |
| 9                                                               | Thed Björk             | 2   | DNF | 4   | 24  | 19  | 16  | 15  | 10  | 12  | 12  | DNF | 7   | 12  | 11  | 7   | 64  | 142 |
| 10                                                              | Néstor Girolami        | 1   | 5   | 6   | 111 | 5   | 18† | DNS | 3   | DNF | 34  | 10  | 11  | DNF | 2   | DNF | DNS | 137 |
| 11                                                              | Tom Coronel            | 45  | 6   | 5   | 85  | 6   | 1   | 64  | 11  | 17  | 13  | 19† | DNF | 8   | 12  | 15  | 15  | 117 |
| 12                                                              | Attila Tassi           | 3   | 20  | DNF | 3   | 11  | DNF | DNS | 5   | 8   | 62  | 17  | 13  | DNF | 10  | 8   | 10  | 100 |
| 13                                                              | Norbert Michelisz      | 11  | 8   |     |     | 10  | 6   | 102 | 21  | 5   | 10  | 61  | 15  | 16  | 16  | 5   | 7   | 93  |
| 14                                                              | Gabriele Tarquini      | 15  | 15  |     |     | 25  | DNF | DNF | NC  | 18  | 7   | 54  | 5   | 3   | 15  | DNF | 13  | 79  |
| 15                                                              | Tiago Monteiro         | DNF | 19  | 8   | 9   | 13  | 9   | 17† | 144 | 9   | 23  | 14  | 12  | DNF | 20† | 10  | 11  | 79  |
| 16                                                              | Luca Engstler          | 12  | 10  |     |     | NC  | 10  | 9   | 8   | DNF | 16  | 8   | 9   | DNF | 13  | 11  | 14  | 59  |
| 17                                                              | Nick Catsburg          | 14  | 9   |     |     | 172 | 5   | 13  |     |     |     |     |     |     |     |     |     | 53  |
| 18                                                              | Bence Boldizs          | 17  | 17  | 10  | 13  | 21† | 13  | NC  | 16  | 6   | 17  | 9   | DNS | 15  | 17  | DNF | 16  | 35  |
| 19                                                              | Gábor Kismarty-Lechner | 19  | 18  | 11  | 14  | 20  | 17  | 16  | 19  | 16  | 21  | 18  | 17† | 13  | DNF | 14  | 19  | 17  |
| 20                                                              | Aurélien Comte         |     |     |     |     | 16  | 12  | 12  | 17  | 19† | 19  | DNF | NC  | DNF | 14  | 12  | 17  | 17  |
| 21                                                              | Josh Files             |     |     |     |     |     |     |     |     |     |     | 16  | 14  | 10  |     |     |     | 9   |
| 22                                                              | Mitchell Cheah         |     |     |     |     |     |     |     |     |     |     |     |     |     | 18  | 13  | 20† | 4   |
| 23                                                              | Nico Gruber            |     |     |     |     |     |     |     | 18  | 14  | 20  |     |     |     |     |     |     | 3   |
| 24                                                              | Jack Young             | 20† | 21† | DNF | DNS |     |     |     |     |     |     |     |     |     |     |     |     | 0   |
| Coureurs die niet in aanmerking komen voor kampioenschapspunten |                        |     |     |     |     |     |     |     |     |     |     |     |     |     |     |     |     |     |
| -                                                               | Luca Filippi           | 18  | 16  |     |     | 12  | DNF | DNF | 13  | 13  | 15  |     |     |     | DNF | 9   | 12  | 0   |
| -                                                               | Petr Fulín             |     |     |     |     | 18  | 11  | 14  |     |     |     |     |     |     |     |     |     | 0   |
| -                                                               | Nicolas Baert          |     |     |     |     |     |     |     |     |     |     | 15  | 16  | 11  |     |     |     | 0   |
| -                                                               | Dylan O'Keeffe         | 13  | 12  |     |     |     |     |     |     |     |     |     |     |     |     |     |     | 0   |
| -                                                               | José Manuel Sapag      |     |     |     |     |     |     |     | 20  | 15  | 18  |     |     |     | 19  | DNF | DNS | 0   |
| Pos                                                             | Coureur                | BEL | BEL | DUI | DUI | SVK | SVK | SVK | HUN | HUN | HUN | SPA | SPA | SPA | ARA | ARA | ARA | Pts |

### Rookies
| Pos | Coureur        | BEL  | BEL | DUI | DUI  | SVK  | SVK | SVK | HUN | HUN | HUN | SPA | SPA | SPA | ARA | ARA | ARA | Pts |
| --- | -------------- | ---- | --- | --- | ---- | ---- | --- | --- | --- | --- | --- | --- | --- | --- | --- | --- | --- | --- |
| 1   | Gilles Magnus  | 101  | 41  | 7   | DNF1 | 71   | 2   | 31  | 15  | 10  | 14  | 31  | 8   | 51  | 31  | 4   | 9   | 410 |
| 2   | Luca Engstler  | 122  | 10  |     |      | NC3  | 10  | 9   | 82  | DNF | 16  | 82  | 9   | DNF | 133 | 11  | 14  | 243 |
| 3   | Bence Boldizs  | 174  | 17  | 10  | 13   | 21†2 | 13  | NC  | 161 | 6   | 17  | 93  | DNS | 15  | 172 | DNF | 16  | 236 |
| 4   | Nico Gruber    |      |     |     |      |      |     |     | 183 | 14  | 20  |     |     |     |     |     |     | 45  |
| 5   | Mitchell Cheah |      |     |     |      |      |     |     |     |     |     |     |     |     | 184 | 13  | 20† | 31  |
| 6   | Jack Young     | 20†3 | 21† | DNF | DNS2 |      |     |     |     |     |     |     |     |     |     |     |     | 11  |
| Pos | Coureur        | BEL  | BEL | DUI | DUI  | SVK  | SVK | SVK | HUN | HUN | HUN | SPA | SPA | SPA | ARA | ARA | ARA | Pts |

### Trophy-klasse
| Pos | Coureur                | BEL | BEL | DUI | DUI | SVK | SVK | SVK | HUN | HUN | HUN | SPA | SPA | SPA | ARA | ARA | ARA | Pts |
| --- | ---------------------- | --- | --- | --- | --- | --- | --- | --- | --- | --- | --- | --- | --- | --- | --- | --- | --- | --- |
| 1   | Jean Karl Vernay       | 5   | 7   | 9   | 6   | 3   | 14  | 4   | 91  | 3   | 5   | 1   | DNF | 6   | 81  | 2   | 3   | 121 |
| 2   | Gilles Magnus          | 101 | 4   | 7   | DNF | 7   | 2   | 3   | 15  | 10  | 14  | 31  | 8   | 5   | 3   | 4   | 9   | 101 |
| 3   | Nathanaël Berthon      | 9   | 14  | 12  | 12  | 1   | DNF | 2   | 12  | 11  | 11  | 12  | 4   | 4   | 4   | NC  | 8   | 94  |
| 4   | Tom Coronel            | 4   | 6   | 51  | 8   | 6   | 1   | 6   | 11  | 17  | 13  | 19† | DNF | 8   | 12  | 15  | 15  | 80  |
| 5   | Bence Boldizs          | 17  | 17  | 10  | 13  | 21† | 13  | NC  | 16  | 6   | 17  | 9   | DNS | 15  | 17  | DNF | 16  | 28  |
| 6   | Aurélien Comte         |     |     |     |     | 16  | 12  | 12  | 17  | 19† | 19  | DNF | NC  | DNF | 14  | 12  | 17  | 13  |
| 7   | Gábor Kismarty-Lechner | 19  | 18  | 11  | 14  | 20  | 17  | 16  | 19  | 16  | 21  | 18  | 17† | 13  | DNF | 14  | 19  | 8   |
| 8   | Jack Young             | 20† | 21† | DNF | DNS |     |     |     |     |     |     |     |     |     |     |     |     | 0   |
| Pos | Coureur                | BEL | BEL | DUI | DUI | SVK | SVK | SVK | HUN | HUN | HUN | SPA | SPA | SPA | ARA | ARA | ARA | Pts |

Championship: 1987
Cup / Challenge: 1993 · 1994 · 1995
Championship: 2005 · 2006 · 2007 · 2008 · 2009 · 2010 · 2011 · 2012 · 2013 · 2014 · 2015 · 2016 · 2017
Cup: 2018 · 2019 · 2020 · 2021 · 2022
Lijst van coureurs